# 克里斯蒂娜·蒙特
克里斯蒂娜·蒙特（德語：Kristina Mundt，1966年1月25日—），德国女子赛艇运动员。她曾代表东德、德国参加1988年和1992年夏季奥林匹克运动会赛艇比赛，获得二枚金牌，均来自女子四人双桨项目。